# Чернышево (Московская область)
Чернышево — упразднённая деревня, располагавшаяся на территории городского округа Лосино-Петровский Московской области России. В настоящее время входит в состав деревни Кармолино.

## География
Находилась в восточной части области, в зоне хвойно-широколиственных лесов, на левом берегу реки Вори, на расстоянии примерно 11 километров (по прямой) к северо-северо-востоку от города Лосино-Петровский, административного центра округа. Абсолютная высота — 149 метров над уровнем моря.

### Климат
Климат характеризуется как умеренно континентальный. Среднегодовая температура воздуха — +5,2 °C. Средняя температура воздуха самого холодного месяца (февраля) — −7,3 °C (абсолютный минимум — −45 °C), средняя температура самого тёплого (июля) — +19,9 °С (абсолютный максимум — +36 °C). Годовое количество атмосферных осадков — 560 мм, из которых около 70 % выпадает в период с апреля по октябрь.

## История
В «Списке населенных мест Московской губернии по сведениям 1859 года» населённый пункт упомянут как казённая деревня Богородского уезда, расположенная при реке Воре, в 25 верстах от уездного города. В деревне насчитывалось 5 дворов и проживал 51 человек (22 мужчины и 29 женщин).
По состоянию на 1913 год, в Чернышеве имелось 8 дворов. В административном отношении деревня входила в состав Ивановской волости.
По данным 1926 года в деревне имелось 10 хозяйств и проживало 43 человека (18 мужчин и 25 женщин). Являлась частью Кармолинского сельсовета Ивановской волости Богородского уезда.